# گورکن عسل‌خوار
رودک عسل‌خوار یا گورکن عسل‌خوار (نام علمی: Mellivora capensis) جانوری از خانواده راسوها و بومی آفریقا، آسیای غربی و شبه‌قاره هند است. به این جانور لقب «نترس‌ترین جانور روی زمین» و «جنگجوی بدون رقیب» را داده‌اند چراکه فقط کمی بزرگتر از روباه است اما بارها مشاهده شده که با جانورانی چون شیر، خرس و پلنگ که قصد شکار او را داشته‌اند، وارد نبردی طولانی شده و آن‌ها را به عقب‌نشینی واداشته‌است. این جانور هوش بالایی دارد و از معدود جانوران غیرنخستی‌سان است که از ابزار استفاده می‌کند.
گورکن عسل‌خوار تنها عضو از زیرخانوادهٔ Mellivorinae در خانوادهٔ راسوسانان است و با اینکه گورکن نامیده می‌شود اما به راسوها و سمورها بیشتر شباهت دارد تا به گورکن. جثه رودک عسل‌خوار به اندازه گورکن است اما آناتومی آن مشابه یک راسوی بسیار بزرگ است. رودک‌های عسل‌خوار در محیط‌های طبیعی در هر ساعت شبانه‌روز ممکن است به شکار بروند اما در مناطقی که انسان‌ها حضور دارند بیشتر شب‌گرد هستند.

## ویژگی‌های ریخت‌شناسی و بوم‌شناسی
آنها ۲۳ تا ۲۸ سانتیمتر ارتفاع در ناحیه شانه دارند. طول بدنشان ۵۵ تا ۷۷ سانتیمتر است و دمشان هم ۱۲ تا ۳۰ سانتیمتر درازا دارد. نرها ۹ تا ۱۶ کیلو وزن دارند و وزن ماده‌ها ۵ تا ۱۰ کیلوگرم است. برخلاف اکثر پستانداران، رنگ پشت آن سفید یا خاکستری متمایل به زرد و رنگ پهلوها و زیر بدن کاملاً سیاه است. این پستاندار در زیستگاه‌های متنوعی از جمله مناطق نیمه‌بیابانی، استپی، جنگلی و بیشه‌زارها زندگی می‌کند. رودک عسل‌خوار جانوری شبگرد است و تنها یا همراه با جفتش در یک لانه زندگی می‌کند. با ناخن‌های قوی خود حفره‌هایی در زمین ساخته و در آن لانه می‌کند یا در غارهای طبیعی، شکاف سنگ‌ها و سوراخ درختان لانه می‌سازد. برای یافتن عسل از درختان بالا می‌رود و بعضی از خصوصیاتش شبیه خرس است.
این جانور در اوایل پاییز جفت‌گیری می‌کند. مدت آبستنی شش تا هفت ماه است. یک تا دو بچه می‌زاید. طول عمر آن در حیات وحش مشخص نیست اما در اسارت طول عمر ۲۶ سال هم دیده شده‌است.
پوست گورکن عسل‌خوار به قدری کلفت است که نیزه و چاقو و از همه مهم‌تر دندان جانوران نمی‌تواند آن را بدرد، همچنین پوست این جاندار بسیار شل است. به طوری که اگر جانوری در درگیری با گورکن عسل خوار او را بگیرد، می‌تواند درجا در پوست خود بچرخد و با نهایت خشم و درندگی با آن جانور روبرو شود. تصور کنید که شما یک پلنگ هستید و یک گورکن عسل خوار می‌خواهد غذای شما را بدزدد، شما دندانهایتان را در گردنش فرومی‌کنید، او هم درجا می‌چرخد و صورتتان را ریش‌ریش می‌کند.

## تغذیه

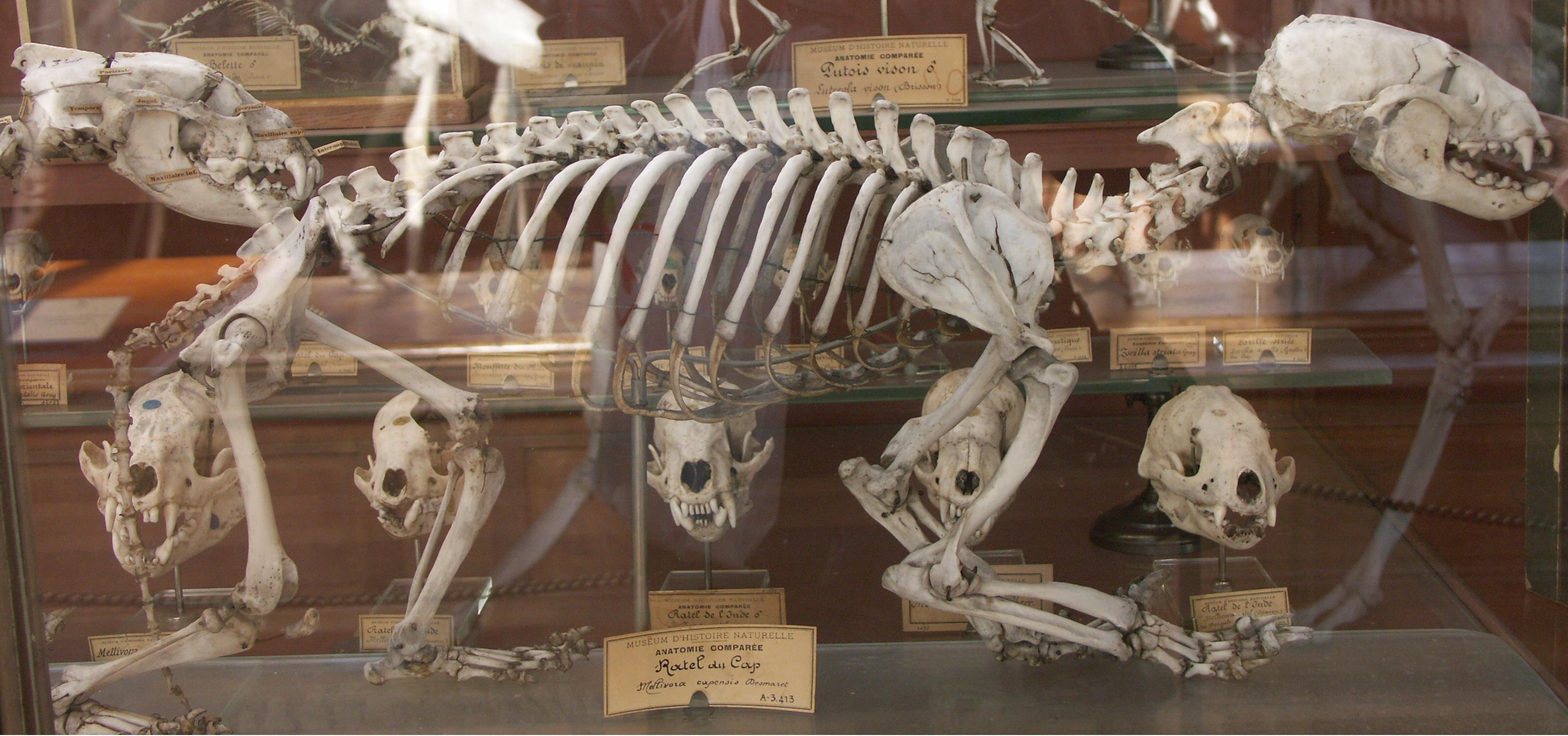
اسکلتی از اجداد باستانی این جانور

غذای مورد علاقه آن‌ها عسل است و نام آن‌ها هم به همین دلیل انتخاب شده‌است. آن‌ها برای پیدا کردن عسل از درخت هم بالا می‌روند. رودک عسل‌خوار در شکار مار هم تبحر دارد و دیده شده که مارهای بزرگ یک و نیم متری و حتی بزرگ‌تر را از قبیل، مار پیتون هم شکار کرده‌اند. این جانور حفار ماهری است و در طول ده دقیقه در زمین سخت تونل می‌کند. او از این قابلیت برای شکار جوندگانی که در نقب‌های زیرزمینی زندگی می‌کنند همچون جربیل و سنجاب زمینی استفاده می‌کند. و آرواره‌های پرقدرت این جانور اجازه خوردن لاک‌پشت را هم به آن می‌دهد. حشرات، قورباغه‌ها، مارمولک‌ها، پستانداران کوچک، پرندگان و تخم پرندگان و غذاهای گیاهی از جمله میوه‌ها و ریشه‌ها از دیگر منابع غذایی این پستاندار هستند.

## هوش
رودک‌های عسل‌خوار بسیار باهوش هستند. به جز خانواده نخستیان، چندین جانور با توانایی استفاده از ابزار دیده شده‌اند و رودک عسل‌خوار یکی از این جانوران است که به روش‌های جالبی از ابزارهای مختلف برای کاربردهای متفاوتی استفاده می‌کند. در یک برنامه مستند تلویزیونی نشان داده شد که یک رودک عسل‌خوار در هند چگونه کنده درخت را به حرکت درآورده و روی آن می‌ایستد تا یک جوجه مرغ ماهیخوار را شکار کند. فیلم دیگری در مرکز بازپروری جانوران در آفریقای جنوبی هم نشان داده که یک جفت رودک عسل‌خوار که در یک گودال با حصار دیواری قرار گرفته‌اند با استفاده از چوب یک چنگک، پشته‌کردن گل‌ها و سنگ‌ها موفق به بیرون آمدن می‌شود.

## شجاعت
بی‌باکی، سرسختی و درندگی رودک‌های عسل‌خوار مثل دیگر خویشاوندان راسوسان ایشان شهرت دارد. آن‌ها زمانی که فرار غیرممکن باشد با تمام وجود و بدون ترس با هر جانور مهاجمی وارد نبرد می‌شوند و مشاهده شده که حتی شکارچیان بسیار بزرگتری همچون شیر را به عقب‌نشینی واداشته‌اند و دیده شد که به شیرهای تازه‌بالغ حمله کرده و طعمه آن‌ها را ربوده‌اند. حتی جانوران بزرگی چون اسب، شتر یا گاومیش در صورتی که وارد لانه این جانور شوند مورد حمله قرار خواهند گرفت. استقامت این جانور در هنگام درگیری نیز بسیار بالاست و آنقدر به نبرد ادامه می‌دهد که دشمن از کار خود پشیمان شود. پرهیز شکارچیان از انتخاب رودک عسل‌خوار باعث مطرح شدن این تئوری شده‌است که رنگ توله‌های یوزپلنگ به تقلید از رنگ پوست رودک عسل‌خوار فرگشت پیدا کرده تا شکارچیان را فراری دهد.
توانایی ایجاد بوهای بسیار تند و تهوع‌آور از غده‌های زیر دم، داشتن دندان‌های تیز و آرواره‌های قوی، پوست کلفت و چرم مانند و حالت تهاجمی باعث شده به او لقب جنگجوی بدون رقیب را بدهند. او قادر است در پوست خود که بسیار شل است بچرخد و با این عمل می‌تواند حتی جانوری را که پشت گردنش را گرفته‌است گاز بگیرد. پوست آن‌ها که در ناحیه گردن حدود ۶ میلی‌متر ضخامت دارد به قدری کلفت است که نیش زنبور، تیغ تشی و گاز درندگان به ندرت از آن عبور می‌کنند. با وجود این خوی درندگی چنانچه از کودکی در کنار انسان بزرگ شود بسیار دست‌آموز شده و به جانوری کاملاً مطیع، مهربان و فعال تبدیل می‌شود.

## در ایران
این پستاندار در ایران هم زندگی می‌کند اما بسیار کمیاب است و به علت داشتن لانه قابل دسترس و آسیب‌پذیر، تخریب زیستگاه و اعتقاد مردم بومی مبنی بر اثرات درمانی چربی این جانور و کشتار توسط کشاورزان و شکارچیان در خطر انقراض قرار گرفته‌است. تاکنون در پناهگاه حیات وحش دز و رامهرمز در خوزستان، گرگان و ترکمن‌صحرا، پارک ملی خبر در استان کرمان و منطقه بوروئیه هرات در استان یزد مشاهده شده‌است و در سال‌های اخیر چندین مورد کشتار این جانور در اطراف پارک ملی خبر مشاهده شده‌است.